# Gouverneur général des Indes néerlandaises

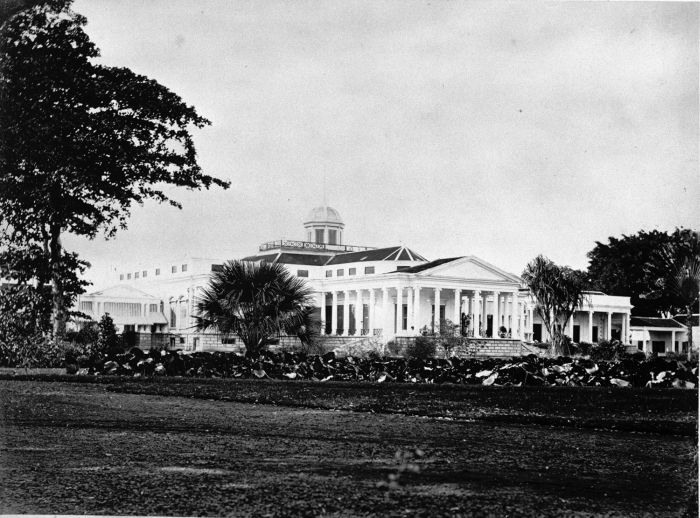
La résidence des gouverneurs généraux des Indes néerlandaises à Bogor.

Le gouverneur général des Indes néerlandaises (en néerlandais : Gouverneur-generaal van Nederlands-Indië) est le représentant du pouvoir néerlandais dans les Indes néerlandaises de 1610 à la reconnaissance de l'indépendance de l'Indonésie par les Pays-Bas en 1949.
Les premiers gouverneurs généraux sont nommés par la Compagnie néerlandaise des Indes orientales (VOC). Après la mise en faillite et la dissolution de la VOC par le gouvernement des Pays-Bas en 1800, les possessions territoriales de la VOC furent reprises par ces derniers. Dès lors, les gouverneurs généraux sont nommés par le gouvernement néerlandais. Lors de l'occupation britannique (1811-1816), le territoire est dirigé par un lieutenant-gouverneur, dont le plus connu est Thomas Stamford Raffles, le fondateur de Singapour.
De 1942 à 1945, le territoire est sous occupation japonaise. En 1948, alors que commencent les négociations entre Indonésiens et Néerlandais pour la reconnaissance de l'indépendance, le gouvernement néerlandais est représenté par un haut commissaire de la Couronne dans les Indes orientales néerlandaises.

## Compagnie néerlandaise des Indes orientales
- 1610-1614 : Pieter Both
- 1614-1615 : Gerard Reynst
- 1615-1619 : Laurens Reael
- 1619-1623 : Jan Pieterszoon Coen
- 1623-1627 : Pieter de Carpentier
- 1627-1629 : Jan Pieterszoon Coen
- 1629-1632 : Jacques Specx
- 1632-1636 : Hendrik Brouwer
- 1636-1645 : Anthony van Diemen
- 1645-1650 : Cornelis van der Lijn
- 1650-1653 : Carel Reyniersz
- 1653-1678 : Joan Maetsuycker
- 1678-1681 : Rijcklof van Goens
- 1681-1684 : Cornelis Speelman
- 1684-1691 : Johannes Camphuys
- 1691-1704 : Willem van Outhoorn
- 1704-1709 : Joan van Hoorn
- 1709-1713 : Abraham van Riebeeck
- 1713-1718 : Christoffel van Swol
- 1718-1725 : Hendrick Zwaardecroon
- 1725-1729 : Mattheus de Haan
- 1729-1732 : Diederik Durven
- 1732-1735 : Dirk van Cloon
- 1735-1737 : Abraham de Patras
- 1737-1741 : Adriaan Valckenier
- 1741-1743 : Johannes Thedens

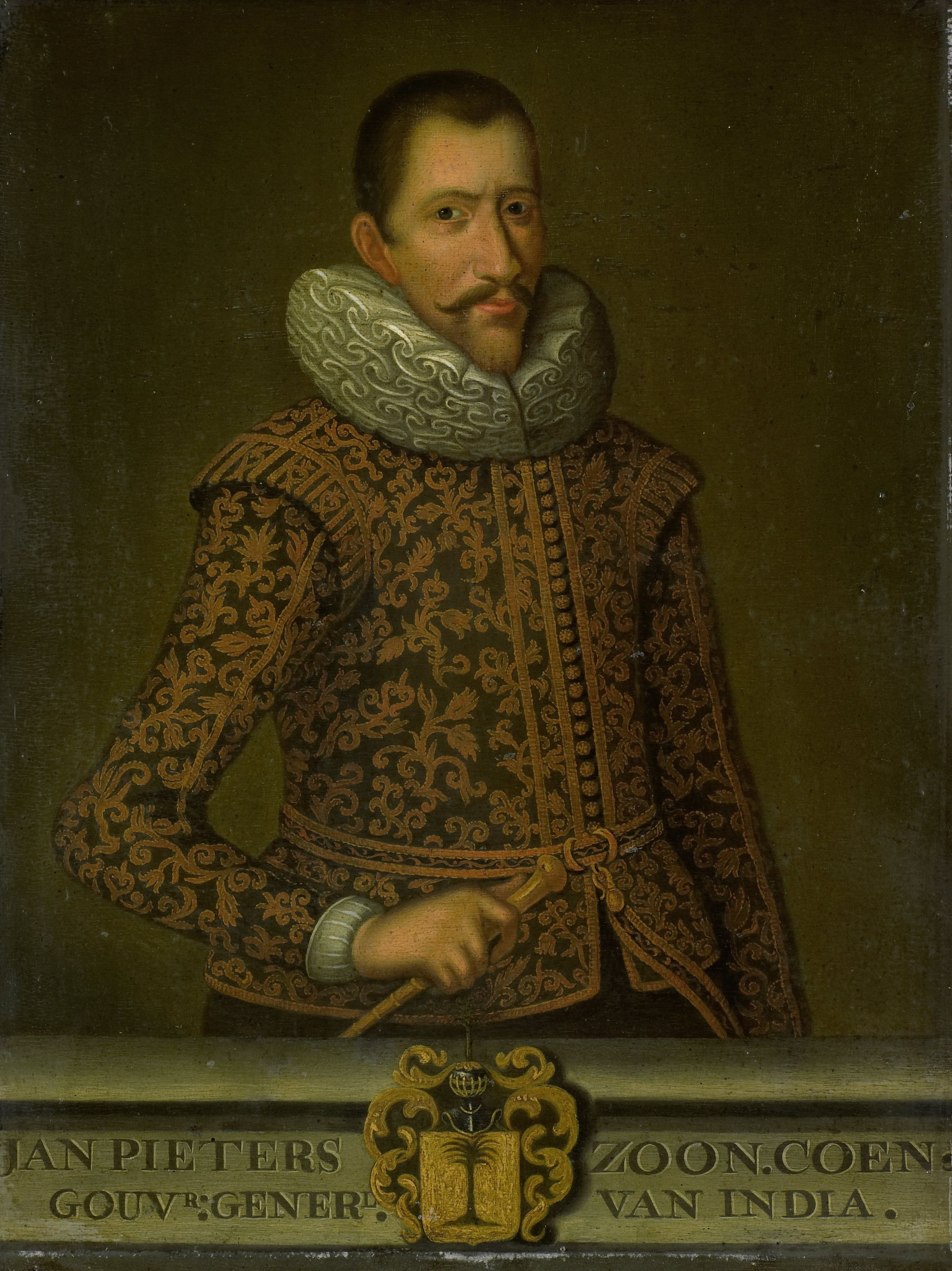
Jan Pieterszoon Coen (1619-1623), le fondateur de Batavia.

- 1743-1750 : Gustaaf Willem baron van Imhoff
- 1750-1761 : Jacob Mossel
- 1761-1775 : Petrus Albertus van der Parra
- 1775-1777 : Jeremias van Riemsdijk
- 1777-1780 : Reinier de Klerk
- 1780-1796 : Willem Arnold Alting

## Indes néerlandaises

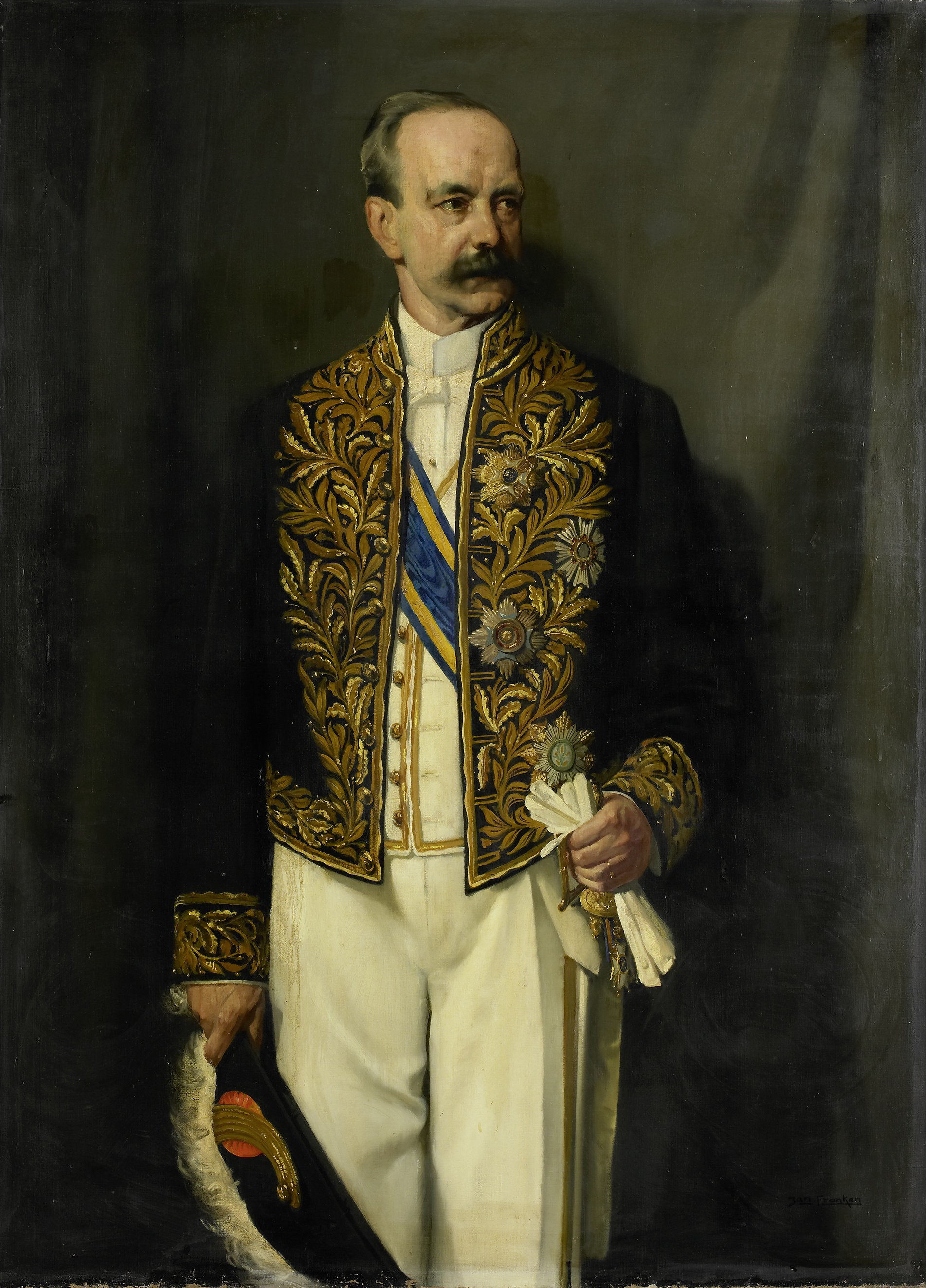
Alexander Willem Frederik Idenburg, gouverneur de 1909 à 1916.

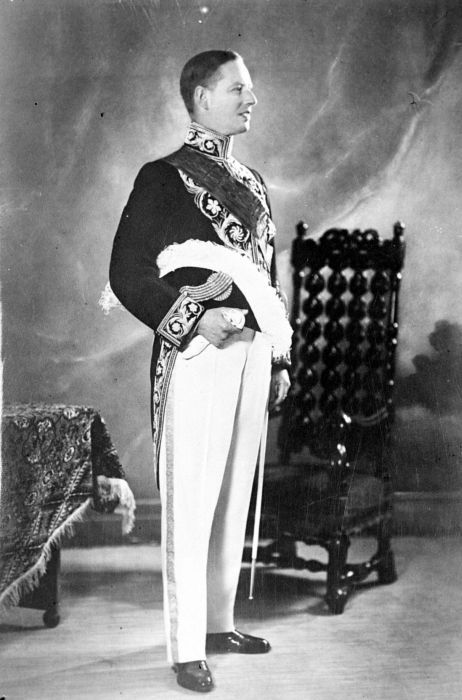
A. W. L. Tjarda van Starkenborgh Stachouwer, le dernier gouverneur général avant la proclamation de l'indépendance de l'Indonésie (1936-1942)

- 1796-1801: Pieter Gerardus van Overstraten
- 1801-1805: Johannes Siberg
- 1805-1808: Albertus Henricus Wiese
- 1808-1811: intermède française
  - 1808-1811: Herman Willem Daendels
  - 1811-1811: Jan Willem Janssens
- 1811-1816: intermède britannique
  - 1811: Gilbert Elliot-Murray-Kynynmound, 1er comte de Minto
  - 1811-1816: Thomas Stamford Raffles
  - 1816: John Fendall
- 1816-1826: G. A. G. Ph. van der Capellen
- 1826-1830: Leonard du Bus de Gisignies et Hendrik Merkus de Kock
- 1830-1833: Johannes van den Bosch
- 1833-1836: Jean Chrétien Baud
- 1836-1840: Dominique Jacques de Eerens
- 1840-1841: Carel Sirardus Willem van Hogendorp
- 1841-1844: Pieter Merkus
- 1844-1845: J.C. Reijnst
- 1845-1851: Jan Jacob Rochussen
- 1851-1856: Albertus Jacobus Duymaer van Twist
- 1856-1861: Charles Ferdinand Pahud
- 1861-1866: Ludolph Anne Jan Wilt Sloet van de Beele
- 1866-1872: Pieter Mijer
- 1872-1875: James Loudon
- 1875-1881: Johan Wilhelm van Lansberge
- 1881-1884: Freserik s'Jacob
- 1884-1888: Otto van Rees
- 1888-1893: Cornelis Pijnacker Hordijk
- 1893-1899: Carel Herman Aart van Wijck
- 1899-1904: Willem Rooseboom
- 1904-1909: Johannes Benedictus van Heutsz
- 1909-1916: Alexander Willem Frederik Idenburg
- 1916-1921: Johan-Paul van Limburg Stirum
- 1921-1926: Dirk Fock
- 1926-1931: Andries Cornelis Dirk de Graeff
- 1931-1936: Bonifacius Cornelis de Jonge
- 1936-1942: Alidius Warmoldus Lambertus Tjarda van Starkenborgh Stachouwer
- 1942-1948: Hubertus Johannes van Mook

## Occupation japonaise des Indes néerlandaises

### Gouverneurs militaires deJava
- Mars-novembre 1942 : Hitoshi Imamura
- Novembre 1942-novembre 1944 : Kumashaki Harada
- Novembre 1944-septembre 1945 : Shigeichi Yamamoto

### Gouverneurs militaires deSumatra
- Mars-juillet 1942 : Tomoyuki Yamashita
- Juillet 1942-avril 1943 : Yaheita Saito
- Avril 1942- août 1945 : Moritake Tanabe

## Hauts commissaires
- 1948-1949 : Louis Beel
- 1949 : Tony Lovink